# إنغو ماورر
إنغو ماورر (بالألمانية: Ingo Maurer) هو مصمم صناعي ورائد أعمال ألماني، ولد في 12 مايو 1932 في جزيرة رايشناو في ألمانيا.

## وصلات خارجية
- الموقع الرسمي